# Кричим (пік)
62°31′53″ пд. ш. 60°08′42″ зх. д. / 62.531388888889° пд. ш. 60.145° зх. д.

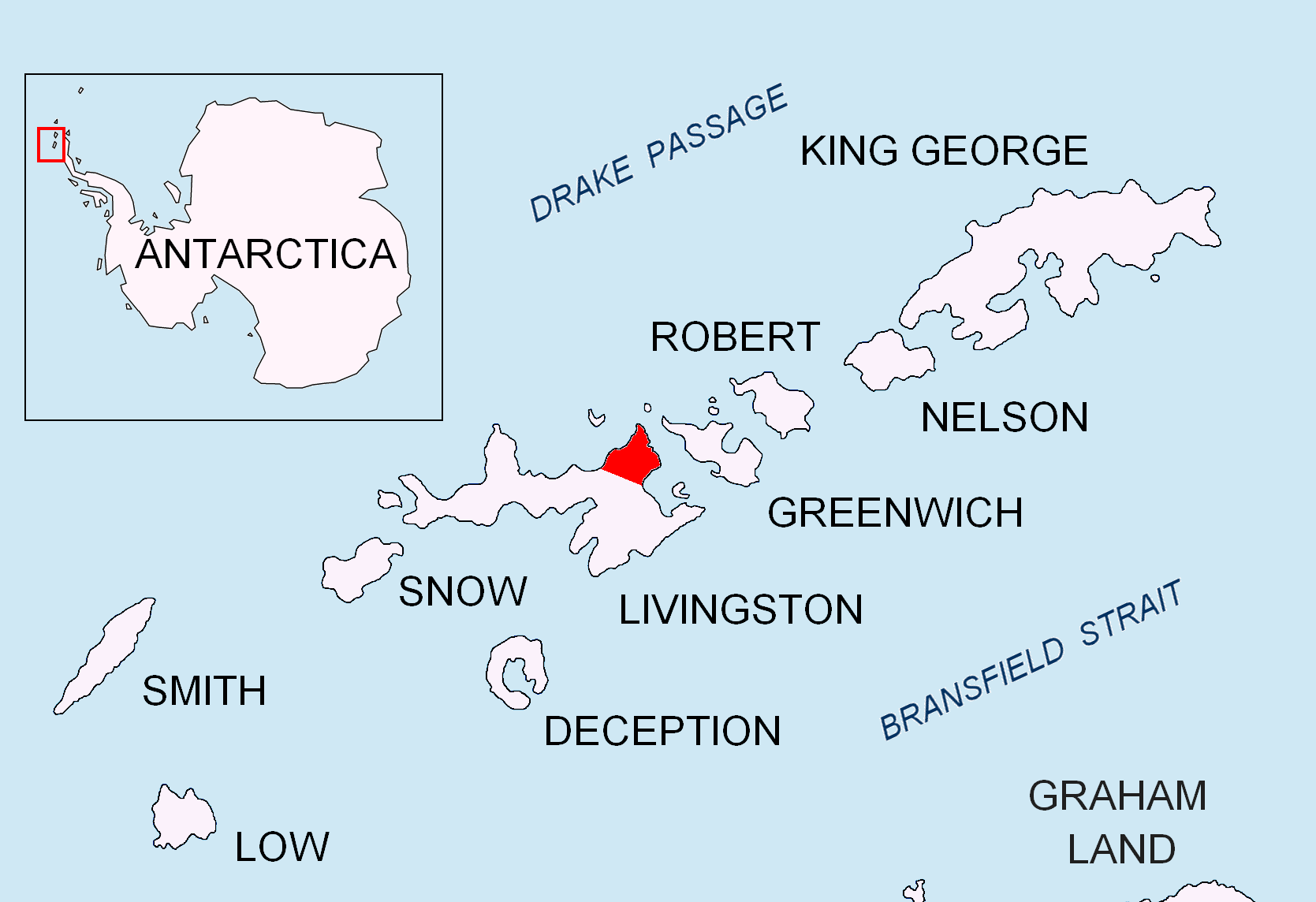
Розташування півострова Варна на острові Лівінгстон на Південних Шетландських островах.

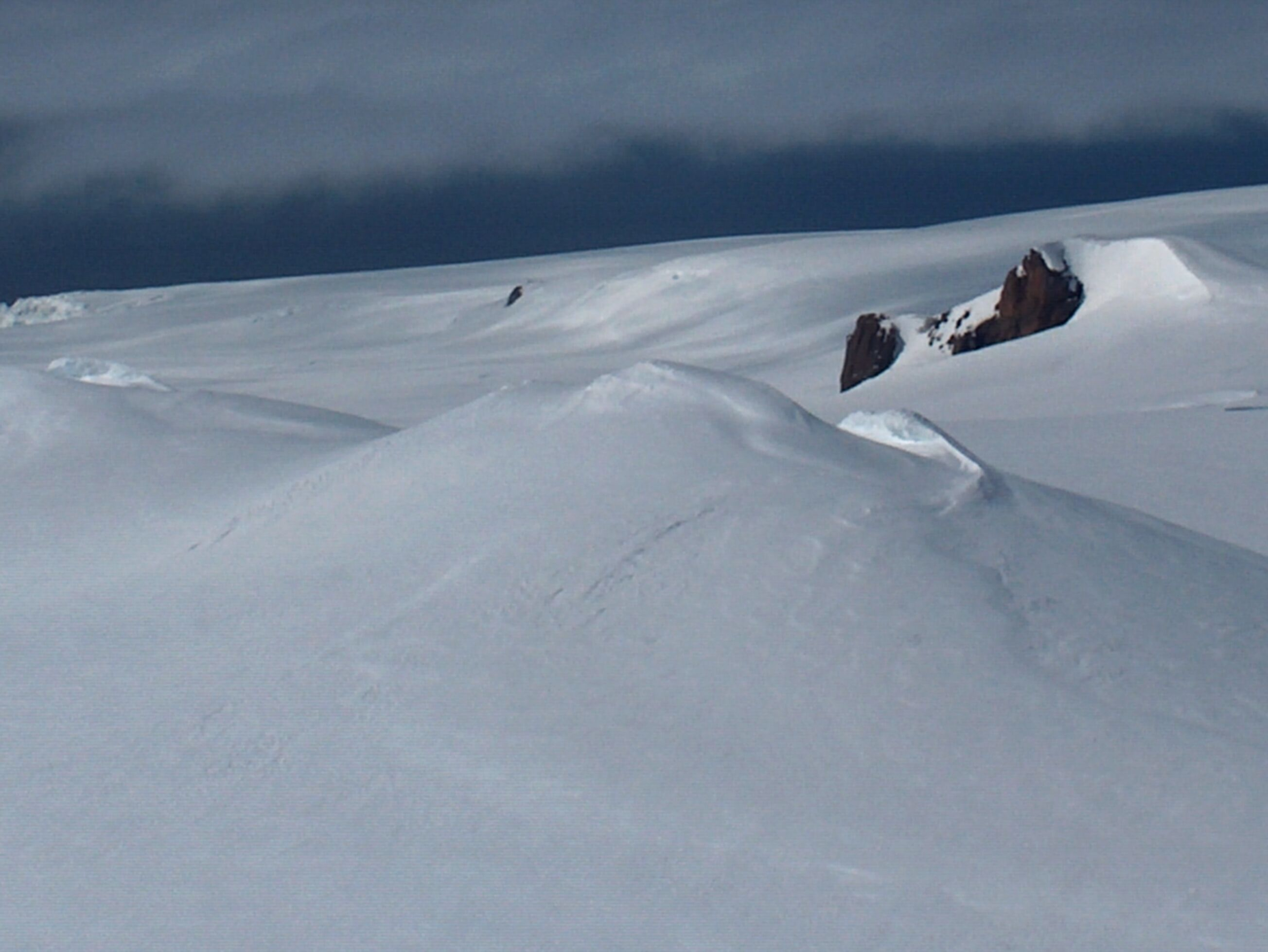
Пік Кричим з піку Мізія.

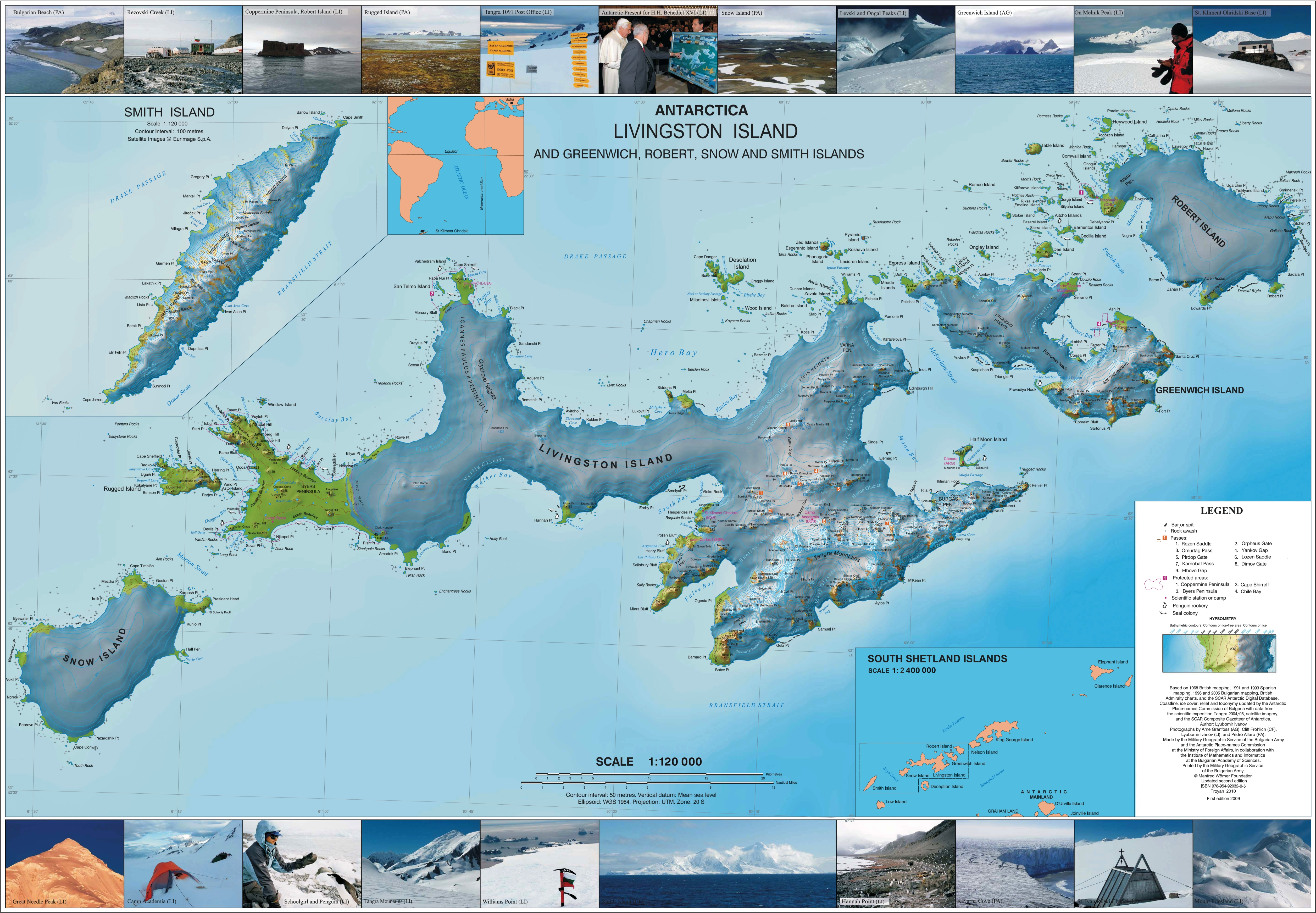
Топографічна карта островів Лівінгстон, Гринвіч, Роберт, Сноу та Сміт.

Пік Кричим (болг. връх Кричим, трансліт. vrah Krichim, IPA: [ˈVrɤx ˈkrit͡ʃim]) - покрита льодом вершина висотою 500 м у Відинських висотах на півострові Варна, острів Лівінгстон, на Південних Шетландських островах, Антарктида.
Пік названий на честь міста Кричим на півдні Болгарії .

## Розташування
Пік розташований за координатами 62°31′53″ пд. ш. 60°08′42″ зх. д. / 62.53139° пд. ш. 60.14500° зх. д., що становить 1,11 км на північний схід від піку Мізія, 930 м на північ від піку Доспат, 380 м на південний захід від піку Пасі та 1,73 км на захід-північний захід від піку Мадара (болгарське картографування у 2005 та 2009 роках з топографічної зйомки Тангра 2004/05).

## Мапи
- Л. Л. Іванов та ін. Антарктида: острів Лівінгстон та острів Гринвіч, Південні Шетландські острови . Масштаб 1: 100000 топографічної карти. Софія: Антарктична комісія з географічних назв Болгарії, 2005.
- Л. Л. Іванов. Антарктида: острови Лівінгстон та Гринвіч, Роберт, Сноу та Сміт [Архівовано 24 квітня 2008 у Wayback Machine.] . Масштаб 1: 120000 топографічної карти. Троян: Фонд Манфреда Вернера, 2009.

## Зовнішні посилання
- Пік Кричим. [Архівовано 15 лютого 2020 у Wayback Machine.] Супутникове зображення Copernix

Ця статя містить інформацію з Антарктичної комісії з географічних назв Болгарії, яка використовується з дозволу.